# Drepanulatrix baueraria
Drepanulatrix baueraria är en fjärilsart som beskrevs av Sperry 1948. Drepanulatrix baueraria ingår i släktet Drepanulatrix och familjen mätare. Inga underarter finns listade i Catalogue of Life.